# Техническое задание
Техническое задание (ТЗ, техзадание) — документ или несколько документов, определяющих цель, структуру, свойства и методы какого-либо проекта, и исключающие двусмысленное толкование различными исполнителями. Иными словами, техническое задание — это инструмент коммуникации между заказчиком и исполнителем, который помогает выстроить линию общения с помощью создания внутри него некоего абстрактного элемента, наделенного видением, чувствами и знаниями заказчика.
Техническое задание создается на ранних этапах проекта после утверждения его экономического обоснования. Оно предшествует подписанию договора и его основная функция заключается в информировании заказчика о характеристиках проекта (услуги или продукта), формировании основы для принятия будущих решений и создания объективных критериев, по которым можно определить степень и качество исполнения того или иного пункта работ. Для выполнения этих критериев техническое задание содержит и определяет:
- видение проекта, цели, результаты (что должно быть достигнуто);
- участвующие стороны, их роли и обязанности (кто будет принимать участие);
- потребности в ресурсах и финансах (за счёт чего будет достигнуто);
- иерархическую структуру работ и график выполнения (когда будет выполнено)[5].

Помимо этого, техническое задание может содержать факторы успеха, возможные риски и ограничения. После составления оно предоставляется заказчику на согласование с целью утверждения или внесения правок. Все изменения, дополнения и уточнения формулировок технического задания согласуются с заказчиком и им утверждаются. При заключении договора техническое задание становится неотъемлемой частью договора и является в ряде случаев юридическим документом.